# Аннандейл
А́ннандейл (англ. Annandale) — историческая область на юге Шотландии, в долине реки Аннан. В настоящее время территория Аннандейла входит в состав области Дамфрис-энд-Галловей.
Важнейшие города Аннандейла: Лохмабен, исторический центр Аннандейла и замок Брюсов, Аннан и Локерби. Рельеф представляет собой плодородную долину реки Аннан, на юге переходящую в прибрежные низменности залива Солуэй-Ферт.
Первоначально территория долины реки Аннан входила в состав бриттского королевства Регед, а позднее королевства Стратклайд, которое в 1034 году было присоединено к Шотландии. В 1124 году территория Аннандейла была пожалована королём Давидом I Роберту Брюсу, который стал 1-м лордом Аннандейла. Его потомок стал в 1306 году королём Шотландии Робертом I. В 1312 году Аннандейл был передан Томасу Рэндольфу, а позднее перешёл в собственность Данбаров. В 1409 году Аннандейл был присоединён ко владениям Дугласов, крупнейшего аристократического рода страны. После разгрома дома «Чёрных Дугласов» в 1455 году королём Яковом II Стюартом Аннандейл вернулся в состав королевского домена. В период с 1643 по 1792 годы титул графов (а с 1701 года — маркизов) Аннандейла носили представители рода Джонстоунов.

## Список лордов Аннандейла
- Роберт де Брюс (ок. 1078—1138), 1-й лорд Аннандейл (1124—1138)
- Роберт де Брюс (ум. 1189/1194) , 2-й лорд Аннандейл (1138—1194)
- Уильям де Брюс (ум. 1212), 3-й лорд Аннандейл (1194—1212)
- Роберт де Брюс (ок. 1195—1226), 4-й лорд Аннандейл (1212—1226)
- Роберт де Брюс (ок. 1210—1295), 5-й лорд Аннандейл (1226—1295)
- Роберт де Брюс (1243—1304), 6-й лорд Аннандейл (1295—1304)
- Роберт де Брюс (1274—1329), 7-й лорд Аннандейл (1304—1312), король Шотландии (1306—1329)
- Томас Рэндольф (ум. 1332), 8-й лорд Аннандейл (1312—1332), 1-й граф Морей (1332)
- Томас Рэндольф (ум. 1332), 9-й лорд Аннандейл (1332) и 2-й граф Морей (1332)
- Джон Рэндольф (1306—1346), 10-й лорд Аннандейл и 3-й граф Морей (1332—1346)
- Агнесса Рэндольф (ок. 1312—1369), 11-я леди Аннандейл (1346—1369), жена Патрика Данбара (ок. 1285—1369), 9-го графа Данбара (1308—1369)
- Джордж Данбар (1338—1423), 12-й лорд Аннандейл (1369—1401)
- Арчибальд Дуглас (1372—1424), 13-й лорд Аннандейл (1401—1409/1424)
- Арчибальд Дуглас (1390—1439), 14-й лорд Аннандейл (1424—1439)
- Уильям Дуглас (ок. 1424—1440), 15-й лорд Аннандейл (1439—1440)
- Александр Стюарт (1454—1485), 16-й лорд Аннандейл (1455—1485)
- Джон Стюарт (1481—1536), 17-й лорд Аннандейл (1485—1536)